# Chrysolina globosa
Chrysolina globosa é uma espécie de artrópode pertencente à família Chrysomelidae.